# Gustav Leonhardt
Gustav Maria Leonhardt (ur. 30 maja 1928 w 's-Graveland , zm. 16 stycznia 2012 w Amsterdamie  ) – holenderski klawesynista, organista, dyrygent, muzykolog i wykładowca akademicki; jeden z pionierów wykonawstwa historycznego koncertujący w Europie i Ameryce Północnej . Uznawany jest za autorytet w zakresie wykonawstwa muzyki dawnej, a jego repertuar obejmował większość literatury klawesynowej epok renesansu i baroku. Dokonał nagrania ponad 150 albumów, w tym 70 z muzyką solową zawierającą m.in. kompozycje Johanna Sebastiana Bacha takie jak Suity angielskie i partity (dwukrotnie) czy Wariacje Goldbergowskie (trzykrotnie).

## Życiorys
Pochodził z muzycznej rodziny; jego ojciec był członkiem lokalnego Towarzystwa Bachowskiego. W wielu 6 lat rozpoczął naukę gry na fortepianie i wiolonczeli, a cztery lata później na klawesynie. W latach 1947–1950 studiował grę na organach i klawesynie u Eduarda Müllera w Schola Cantorum Basiliensis w Bazylei , gdzie utrzymywał kontakt z zespołem Augusta Wenzingera , a od 1950 do 1951 kształcił się w zakresie dyrygentury u Hansa Swarowsky’ego na Uniwersytecie Wiedeńskim . Debiutował w Wiedniu, gdzie w 1950 wykonał Sztukę fugi J.S. Bacha.

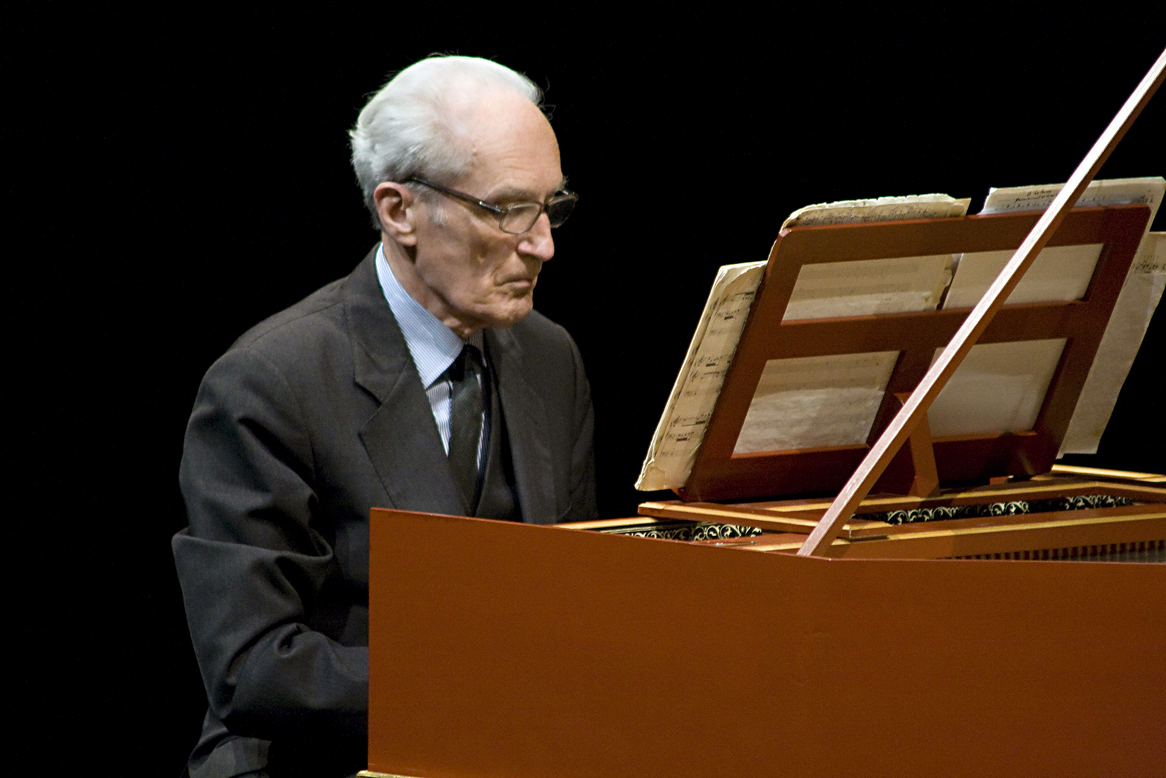
Leonhardt podczas koncertu w Brugii (2009)

W latach 1952–1955 prowadził klasę klawesynu w wiedeńskiej Musikaakademie, od 1954 zaś także w konserwatorium w Amsterdamie. W tym samym mieście piastował stanowisko organisty w Kościele Walońskim . W 1962 i 1969 wykładał na Uniwersytecie Harvarda  jako profesor wizytujący .
W 1980 został, razem z Nikolausem Harnoncourtem, laureatem Nagrody Erazma  za nagranie kantat J.S. Bacha, za które uhonorowani zostali również nagrodą Gramophone Special Achievement. Odznaczony komandorią francuskiego Orderu Sztuki i Literatury (2007) oraz komandorią belgijskiego Orderu Korony (2008). 12 grudnia 2011 po koncercie w paryskim Théâtre des Bouffes du Nord ogłosił wycofanie się z życia koncertowego.
Był żonaty ze skrzypaczką Marie Leonhardt (1928-2022) .

## Działalność

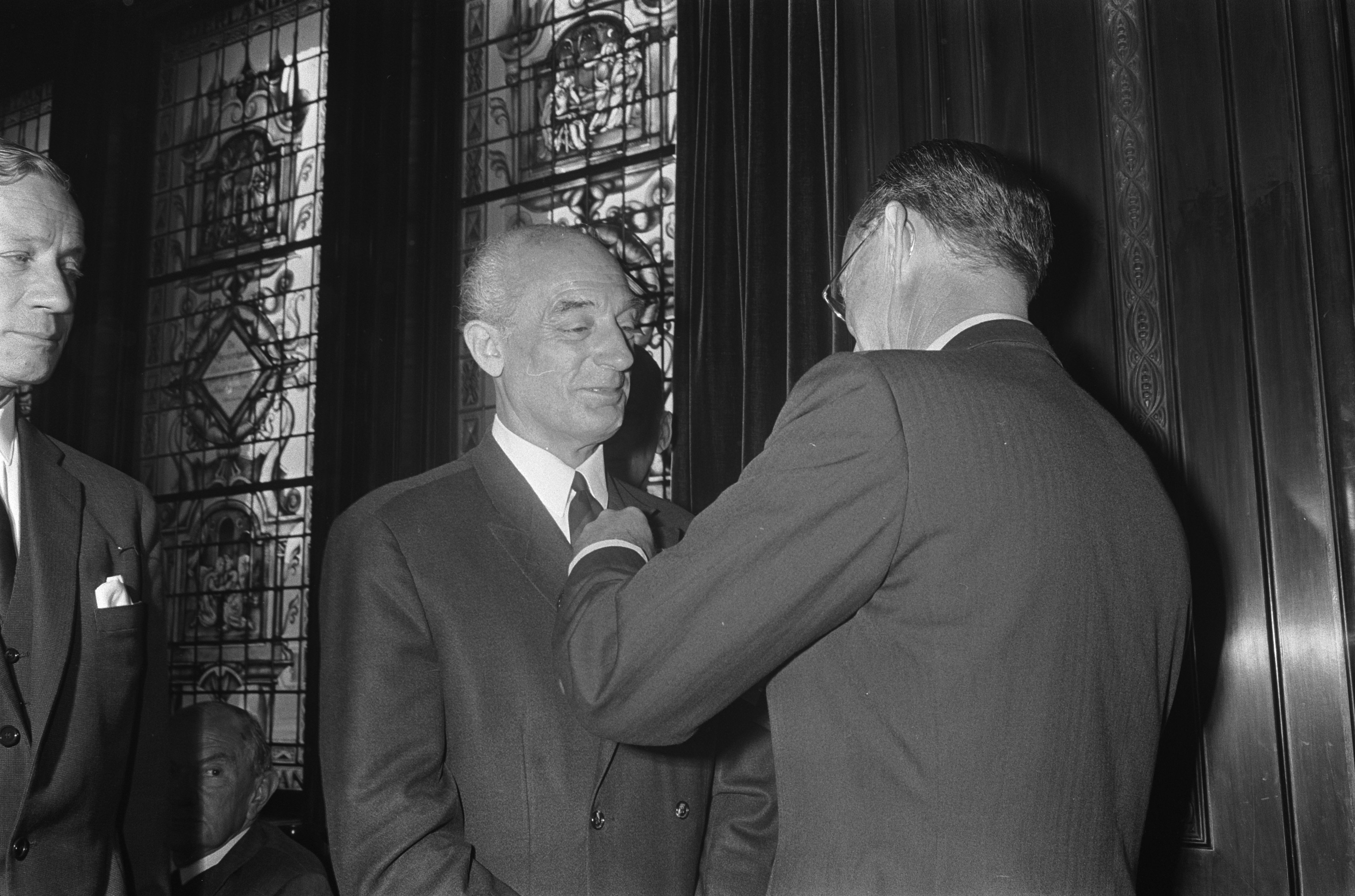
Leonhardt podczas wręczenia nagrody Zilveren Anjer w Algemene Bank Nederland (Amsterdam, 27 czerwca 1967)

W 1955 założył Leonhardt Consord – zespół grający muzykę XVII i XVIII wieku na instrumentach dawnych . W latach 1972–1990  dokonał, wspólnie z Harnoncourtem, nagrań wszystkich Bachowskich kantat, które zostały wydane przez Teldec (wśród wykonawców-solistów w nagraniach wziął udział m.in. René Jacobs). Leonhardt był również kolekcjonerem klawesynów i samodzielnie dobierał instrument do nagrań . Jako solista wykonywał przeważnie utwory J.S. Bacha, Louisa Couperina, Johanna Jakoba Frobergera Girolama Frescobaldiego. W nagraniach muzyki kameralnej współpracował m.in. z Fransem Brüggenem, Annerem Bylsmą, Nikolausem Harnoncourtem oraz braćmi Sigiswaldem, Bartholdem i Wielandem Kuijken . Był także redaktorem m.in. wydania dzieł Jana Pieterszoona Sweelincka  oraz dokonywał nagrań na historycznych organach w Holandii i Niemczech. Jako dyrygent prowadził wykonaniami m.in. L'Europe galante André Campry, Mieszczanina szlachcicem Jeana-Baptiste’a Lully’ego oraz Pigmaliona Jeana-Philippe’a Rameau. Wykonywał również partię klawesynu w dużych kompozycjach J.S. Bacha takich jak Msza h-moll, Oratorium na Wielkanoc czy Pasja według św. Mateusza .
W 1968 zagrał rolę Bacha w filmie Jeana-Marie Strauba pt. Chronik der Anna Magdalena Bach  .

## Uczniowie
Wśród uczniów Leonhardta znaleźli się m.in.:
- Bob van Asperen[11][6]
- Alan Curtis[11][6]
- Richard Egarr[11]
- Pierre Hantai[6]
- Philippe Herreweghe[11][6]
- Christopher Hogwood[11][6]
- Ton Koopman[11]
- Martin Pearlman[6]
- Skip Sempé[6]
- Andreas Staier[6]